# Jan Stephenson
Jan Lynne Stephenson (Sydney, 22 december 1951) is een Australische golfprofessional die actief is op de Legends Tour. Ze was ook actief op de ALPG Tour en de LPGA Tour, van 1974 tot 2004.

## Loopbaan
In 1977 werd Stephenson een golfprofessional en ze maakte meteen haar debuut op de ALPG Tour. Een jaar later ging ze naar de Verenigde Staten waar ze haar debuut maakte op de LPGA Tour. Ze bleef tot 2004 golfen op de LPGA en behaalde 16 zeges waarvan drie majors.
In de jaren 1980 won ze enkele golftoernooien waaronder één op de Ladies European Tour en twee op de LPGA of Japan Tour.
In 2000 maakte Stephenson haar debuut op de Legends Tour en in haar eerste seizoen won ze de HyVee Classic. Later voegde ze nog twee zeges toe aan haar erelijst en de laatste zege dateert van 2007.

## Erelijst

### Professional
LPGA Tour
| Nr. | Datum             | Toernooi                        | Score           | Score | Info |
| --- | ----------------- | ------------------------------- | --------------- | ----- | ---- |
| 1   | 8 februari 1976   | Sarah Coventry Naples Classic   | 73-69-76=218    | +2    |      |
| 2   | 25 april 1976     | Birmingham Classic              | 65-70-68=203    | –13   |      |
| 3   | 8 mei 1978        | Women's International           | 68-72-69-74=283 | –5    |      |
| 4   | 2 maart 1980      | Sun City Classic                | 66-71-67-71=275 | –13   |      |
| 5   | 5 juli 1981       | Peter Jackson Classic           | 69-66-70-73=278 | –10   |      |
| 6   | 16 augustus 1981  | Mary Kay Classic                | 65-69-64=198    | –18   |      |
| 7   | 13 september 1981 | United Virginia Bank Classic    | 66-71-68=205    | –14   |      |
| 8   | 13 juni 1982      | LPGA Championship               | 69-69-70-71=279 | –9    |      |
| 9   | 20 juni 1982      | Lady Keystone Open              | 71-71-69=211    | –5    |      |
| 10  | 27 februari 1983  | Tucson Conquistadores LPGA Open | 72-68-67=207    | –9    |      |
| 11  | 19 juni 1983      | Lady Keystone Open              | 69-67-69=205    | –11   |      |
| 12  | 31 juli 1983      | US Women's Open                 | 72-73-71-74=290 | +6    |      |
| 13  | 24 maart 1986     | GNA Classic                     | 70-73-72-75=290 | +2    |      |
| 14  | 19 april 1987     | Santa Barbara Open              | 74-68-73=215    | –1    |      |
| 15  | 20 september 1987 | Safeco Classic                  | 68-70-71-68=277 | –11   |      |
| 16  | 27 september 1987 | Konica San Jose Classic         | 69-71-65=205    | –11   |      |

ALPG Tour
- 1973: Wills Australian Ladies Open
- 1977: Wills Qantas Australian Ladies Open

Ladies European Tour
- 1985: Hennessy French Open

LPGA of Japan Tour
- 1981: World Ladies Golf Tournament
- 1985: Nichirei Ladies Cup

Legends Tour
- 2000: HyVee Classic
- 2005: BJ's Charity Championship (met Cindy Rarick; gelijkspel met Pat Bradley en Patty Sheehan)
- 2007: Handa Australia Cup

Overige
- 1983: JCPenney Mixed Team Classic (met Fred Couples)
- 1990: JCPenney/LPGA Skins Game

## Teamcompetities
Professional
- Handa Cup (World Team): 2006, 2007, 2008, 2009, 2010, 2012 (gelijkspel), 2013 (winnaars)